# Ixora jaherii
Ixora jaherii är en måreväxtart som beskrevs av Cornelis Eliza Bertus Bremekamp. Ixora jaherii ingår i släktet Ixora och familjen måreväxter. Inga underarter finns listade i Catalogue of Life.